# Jagodne Wielkie
Jagodne Wielkie (deutsch Groß Jagodnen, 1938 bis 1945 Großkrösten) ist ein Dorf in der polnischen Woiwodschaft Ermland-Masuren, das zur Landgemeinde Miłki (Milken) im Powiat Giżycki (Kreis Lötzen) gehört.

## Geographische Lage
Jagodne Wielkie liegt am Ostufer des Jagodner Sees (1938 bis 1945 Kröstensee, polnisch Jezioro Jagodne) in der östlichen Mitte der Woiwodschaft Ermland-Masuren, zwölf Kilometer südlich der Kreisstadt Giżycko (Lötzen).

## Geschichte

Karte der Ortslage (um 1816)

Groß Jegodnen (vor 1818) bzw. Groß Jagodnen (bis 1938) war ein Dorf und Vorwerk und zwischen 1874 und 1945 in den Amtsbezirk Rydzewen (polnisch Rydzewo) eingegliedert. Dieser – 1928 in „Amtsbezirk Rotwalde“ umbenannt – gehörte zum Kreis Lötzen im Regierungsbezirk Gumbinnen (1905 bis 1945: Regierungsbezirk Allenstein) in der preußischen Provinz Ostpreußen. Im gleichen Zeitraum war Groß Jagodnen dem Standesamt Rydzewen zugeordnet. Im Jahre 1910 zählte das Dorf 250 Einwohner, im Jahre 1933 waren es bereits 268.
Aufgrund der Bestimmungen des Versailler Vertrags stimmte die Bevölkerung im Abstimmungsgebiet Allenstein, zu dem Groß Jagodnen gehörte, am 11. Juli 1920 über die weitere staatliche Zugehörigkeit zu Ostpreußen (und damit zu Deutschland) oder den Anschluss an Polen ab. In Groß Jagodnen stimmten 180 Einwohner für den Verbleib bei Ostpreußen, auf Polen entfielen keine Stimmen.
Am 3. Juni 1938 wurde Groß Jagodnen in „Großkrösten“ umbenannt. Die Einwohnerzahl belief sich im Jahre 1939 auf 251.
In Kriegsfolge kam das Dorf 1945 mit dem gesamten südlichen Ostpreußen zu Polen und erhielt die polnische Namensform „Jagodne Wielkie“. Das Dorf ist heute Sitz eines Schulzenamtes (polnisch sołectwo) und ein Ortsteil im Verbund der Landgemeinde Miłki (Milken) im Powiat Giżycki (Kreis Lötzen), vor 1998 der Woiwodschaft Suwałki, seither der Woiwodschaft Ermland-Masuren zugehörig.

## Religionen
Bis 1945 war Groß Jagodnen in die evangelische Kirche Milken in der Kirchenprovinz Ostpreußen der Kirche der Altpreußischen Union sowie in die katholische Pfarrkirche Lötzen im Bistum Ermland eingepfarrt. 
Heute gehört Jagodne Wielkie zur evangelischen Pfarrkirche Giżycko in der Diözese Masuren der Evangelisch-Augsburgischen Kirche in Polen bzw. zur katholischen Pfarrkirche Rydzewo im Bistum Ełk (Lyck) der Römisch-katholischen Kirche in Polen.

## Schule
Eine Schule wurde in Groß Jagodnen im Jahre 1717 gegründet. 1945 wurde sie einklassig geführt.

## Verkehr
Jagodne Wielkie ist über eine See-Uferstraße zu erreichen, die bei Ruda (Ruhden, 1938 bis 1945 Eisenwerk) von der polnischen Landesstraße DK 63 (ehemalige deutsche Reichsstraße 131) abzweigt und über Rydzewo (Rydzewen, 1927 bis 1945 Rotwalde) bis nach Jagodne Małe (Klein Jagodnen, 1938 bis 1945 Kleinkrösten) führt. Eine Bahnanbindung besteht nicht.